# Rechtbank Zierikzee

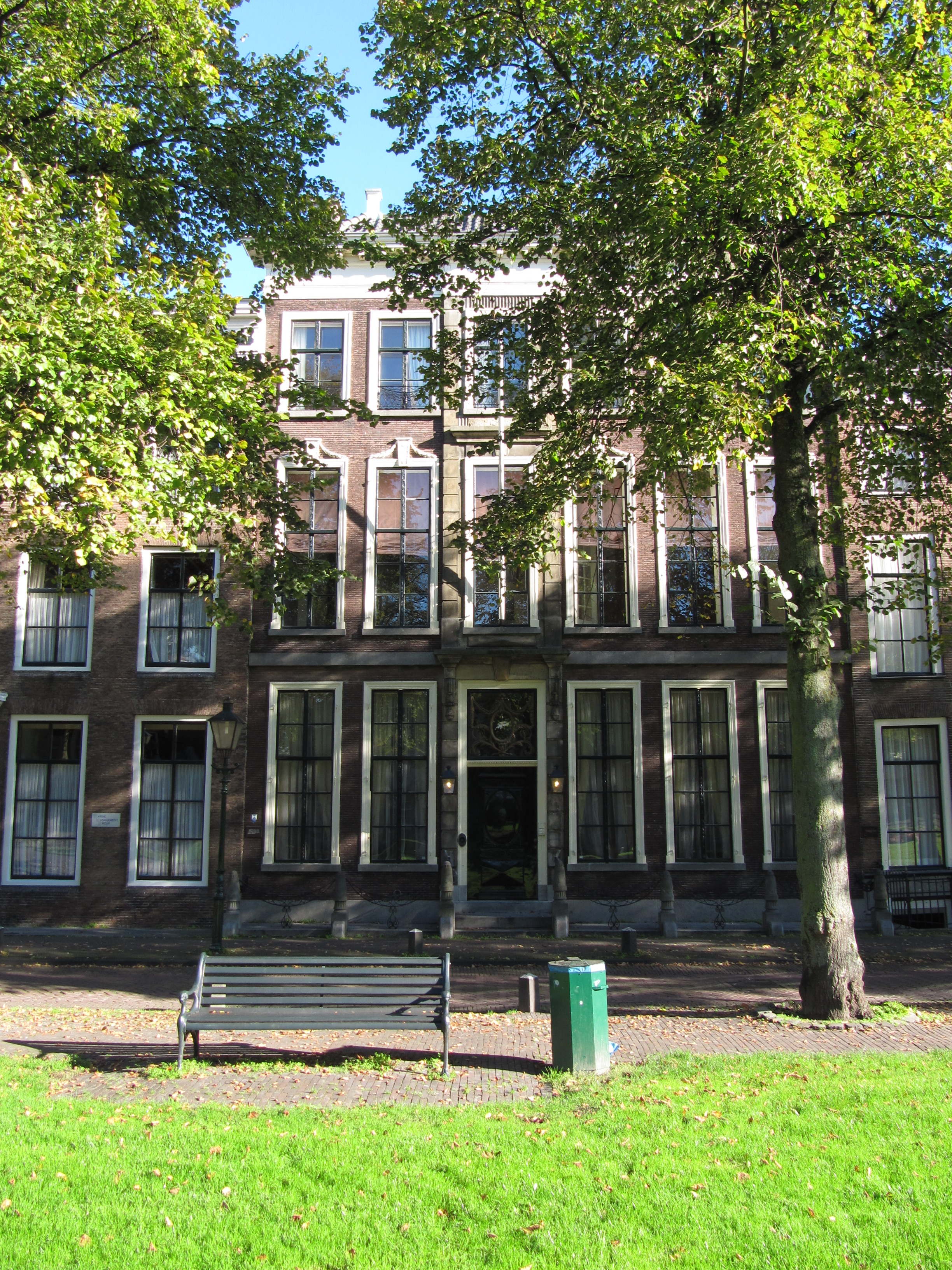
Rechtbank Zierikzee tot 1923

De rechtbank Zierikzee was van 1838 tot 1923 een van de rechtbanken in Nederland. Het rechtsgebied van Zierikzee omvatte de eilanden Schouwen-Duiveland, Tholen en Sint-Philipsland. Na de opheffing werd het arrondissement verdeeld over Middelburg en Breda.

## Arrondissement
Arrondissementen werden in Nederland ingesteld in de Franse tijd. Zeeland werd in 1838 oorspronkelijk verdeeld in drie arrondissementen, naast Zierikzee waren dat Middelburg  en Goes. 
Het arrondissement Zierikzee was onderverdeeld in drie kantons: Zierikzee, Brouwershaven en Tholen. Bij de eerste reorganisatie in 1877, waarbij Goes werd opgeheven, bleef Zierikzee gespaard. Wel sneuvelde het kanton Brouwershaven dat bij het kanton Zierikzee werd gevoegd. Bij de beperkte reorganisatie in 1923 werd de rechtbank alsnog opgeheven. Het kanton Zierikzee werd bij Middelburg gevoegd en Tholen ging naar Breda.

## Gebouw
De rechtbank was tot 1867 gevestigd in het stadhuis van Zierikzee. In dat jaar kreeg de rechtbank een eigen gebouw aan de Oude Haven.